# 高屋 (赤磐市)
高屋（たかや）は、岡山県赤磐市にある大字である。かつての赤坂郡高屋村に相当する。
郵便番号は〒709-0811（備前瀬戸郵便局管区）。人口は479人（男性227人、女性252人）。世帯数は206世帯。

## 概要
市内山陽地区の中部砂川左岸東方の丘陵寄りにある。
南部に市内の中枢となる上市・下市と隣接し、幹線道路も近くにあるため、当地の一部にも郊外型の商店や企業が立地し、郊外型の市街を形成している。
丘陵地周辺は昔からの農村が広がる。

### 小・中学校の学区
公立の小・中学校に通学する場合、学区は次のように指定されているが、学校選択制度を導入しており、学区外であっても、一定条件を満たせば自宅から一番近い小中学校を選択し通学が可能である 。
| 区域 | 小学校     | 中学校     |
| ---- | ---------- | ---------- |
| 全域 | 山陽小学校 | 高陽中学校 |

## 沿革

### 歴史
古代の赤坂郡鳥取郷の一部にあたり、江戸時代には赤坂郡高屋村と称し、岡山藩領であった。『吉備温故』に、高174石、田畑12町5反6畝28歩半、家数9軒、男女49人、池4ヶ所をあげている。
1875年（明治8年）に近くの三叉村を編入合併した。この村は高102石7斗2升、田畑6町1反3畝14歩。ただし住民の絶えた無人村で、付近の高屋、正崎、上市その他の村々から入作していた農地のみの村であった。
1889年（明治22年）6月1日、赤坂郡尾谷村など5村と合併して同郡鳥取中村を置き、同村の大字高屋となる。1902年（明治35年）4月1日の合併で高陽村に、1953年（昭和28年）3月1日の合併で山陽町になった。
2005年（平成17年）3月の合併により、赤磐市となった。

### 年表
| 年月日                   | 出来事                                                                               | 備考 |
| ------------------------ | ------------------------------------------------------------------------------------ | ---- |
| 1875年（明治8年）        | 赤坂郡三叉村を編入合併。                                                             |      |
| 1889年（明治22年）6月1日 | 町村制施行により、赤坂郡の近隣村と合併して同郡鳥取中村を新設。同村の大字高屋となる。 |      |
| 1900年（明治33年）4月1日 | 赤坂郡・磐梨郡が統合されて赤磐郡となる。                                             |      |
| 1902年（明治35年）4月1日 | 赤磐郡鳥取中・東高月、鳥取下の3村が合併して同郡高陽村を新設。                        |      |
| 1953年（昭和28年）3月1日 | 赤磐郡高陽・西山・高月の3村が合併して山陽町を新設。                                  |      |
| 2005年（平成17年）3月7日 | 赤磐郡山陽町・赤坂町・熊山町・吉井町が合併し、赤磐市を新設。                         |      |

## 地勢
河川
- 十七川

## 主要施設
公的施設
- 山陽ふれあい公園（正崎と跨がる）

教育施設
- 岡山和服短期大学校
- 赤磐市立山陽幼稚園

金融機関
- 第一生命

一般企業・商店
- 白十字
- 生活協同組合おかやまコープ岡山支所
- ナンバホームセンター
- ハピッシュ
- セレモニーホール
- 岡山県建設労働組合

神社仏閣・その他宗教施設
- 油滝神社
- 素戔嗚神社
- 中八幡宮
- 山陽聖約キリスト教会牧師館

## 交通
道路
- 岡山県道253号